# Liste von Johanneskirchen in Österreich
Die Liste von Johanneskirchen in Österreich ist eine Teilliste der Gesamtübersicht Liste von Johanneskirchen. Sie führt die in der Wikipedia mit einem eigenen Lemma vorhandenen Kirchengebäude und Kapellen in der Republik Österreich auf. Dabei werden alle Personen mit dem Namen Johannes berücksichtigt. Am häufigsten erhielten die Gotteshäuser ihre Namen nach Johannes dem Täufer, gefolgt von dem Evangelisten Johannes.
Für Kirchen mit dem Patrozinium Johannes Nepomuk existiert eine eigene Liste: Johannes-Nepomuk-Kirche.
Die Liste erhebt keinen Anspruch auf Vollständigkeit. Sie ist nach den Bundesländern, Orten, Namen der Kirchengebäude, Glauben und dem Namensgeber sortierbar.
In Kirchen vorhandene Johanneskapellen werden nicht berücksichtigt.

## Zeichenerklärungen
mit e: der Kirchenpatron wird Johannes geschrieben

mit i: der Kirchenpatron wird Johannis geschrieben

mit 0: keine der beiden Schreibweisen

T: Namensgeber Johannes der Täufer

T-E: Namensgeber Johannes’ Enthauptung

E: Namensgeber Evangelist Johannes

G: Namensgeber Täufer und Evangelist

N: Namensgeber Johannes Nepomuk

u: Kirchenpatron unklar

Gl: Glaubensrichtung: ev.=evangelisch-lutherisch; rk.=römisch-katholisch; a=andere Richtg., häufig konkret angegeben

♦: Kathedralkirchen (Bischofskirchen) und/oder Basiliken u. a.

kursiv: Diese Gotteshäuser existieren nicht mehr oder sind entwidmet.

## Übersicht
| Bundesland       | Stadt oder Ortsteil (Stadtteil)                | Name des Gotteshauses                                         | mit e mit i | Gl  | Kirchen- patron | Bemerkungen |
| ---------------- | ---------------------------------------------- | ------------------------------------------------------------- | ----------- | --- | --------------- | --- |
| Niederösterreich | Altenmarkt an der Triesting                    | Pfarrkirche Altenmarkt                                        | 0           | rk. | T               | |
| Tirol            | Ampass                                         | Pfarrkirche Ampass                                            | e           | rk. | T               | |
| Oberösterreich   | Arbing                                         | Pfarrkirche Arbing                                            | 0           | rk. | T               | |
| Oberösterreich   | Astätt, Gemeindeteil von Lochen am See         | Filialkirche Astätt                                           | 0           | rk. | G               | |
| Steiermark       | Bad Radkersburg                                | Stadtpfarrkirche Bad Radkersburg                              | 0           | rk. | T               | |
| Oberösterreich   | Bad Zell                                       | Pfarrkirche Bad Zell                                          | 0           | rk. | T               | |
| Niederösterreich | Brand                                          | Pfarrkirche Brand-Laaben                                      | e           | rk. | T               | |
| Kärnten          | Brückl                                         | Pfarrkirche St. Johannes                                      | e           | rk. | T               | |
| Salzburg         | Dorfbeuern                                     | Pfarrkirche hll. Nikolaus und Johannes d. T.                  | e           | rk. | T               | |
| Steiermark       | Eichberg                                       | Pfarrkirche Eichberg                                          | 0           | rk. | T               | |
| Burgenland       | Eisenstadt                                     | Franziskanerkirche und Kloster St. Michael                    | e           | rk. | E               | Die Kirche zum heiligen Johannes Evangelist, Bestandteil eines Minoritenklosters, wurde 1529 niedergebrannt. Spätere klösterlich-kirchliche Neubauten haben den Namen Johanneskirche nicht wieder aufgenommen. |
| Niederösterreich | Engstetten, Ortsteil von St. Peter in der Au   | Pfarrkirche hl. Johannes der Täufer                           | e           | rk. | T               | Ansicht der Johanneskirche in Engstetten im Jahr 1830 |
| Niederösterreich | Euratsfeld                                     | Pfarrkirche hl. Johannes der Täufer                           | e           | rk. | T               | |
| Wien             | Wien, Gemeindebezirk Favoriten                 | Johanneskirche Unterlaa                                       | e           | rk. | T               | |
| Steiermark       | Feistritz bei Knittelfeld                      | Pfarrkirche St. Johannes                                      | e           | rk. | G               | Website Feistritzer Kirche |
| Steiermark       | Feldkirchen bei Graz                           | Pfarrkirche Feldkirchen bei Graz                              | 0           | rk. | T               | |
| Tirol            | Fiss                                           | Pfarrkirche Fiss                                              | 0           | rk. | T               | |
| Kärnten          | Flattnitz                                      | Filialkirche heiliger Johannes der Täufer                     | e           | rk. | T               | Die Kirche heißt zwar nach dem Täufer, aber zahlreiche Ausstattungsstücke zeigen auch den Evangelisten und die Enthauptung. |
| Oberösterreich   | Freistadt                                      | Johanneskirche                                                | e           | rk. | T               | |
| Niederösterreich | Freundorf                                      | Pfarrkirche Freundorf                                         | e           | rk. | T               | |
| Tirol            | Fritzens                                       | Pfarrkirche Fritzens                                          | e           | rk. | T               | |
| Steiermark       | Fürstenfeld                                    | Pfarrkirche Fürstenfeld                                       | e           | rk. | T               | |
| Niederösterreich | Gainfarn                                       | Pfarrkirche Gainfarn                                          | e           | rk. | T               | |
| Niederösterreich | Gnadendorf                                     | Pfarrkirche Gnadendorf                                        | 0           | rk. | T               | |
| Salzburg         | Golling an der Salzach                         | Pfarrkirche zu den beiden Johannes                            | e           | rk. | G               | |
| Niederösterreich | Göpfritz an der Wild                           | Pfarrkirche Göpfritz an der Wild                              | e           | rk. | N               | |
| Tirol            | Gramais                                        | Pfarrkirche Gramais                                           | 0           | rk. | T               | |
| Steiermark       | Graz                                           | St. Johannes                                                  | e           | rk. | E               | |
| Niederösterreich | Groß-Enzersdorf                                | Kirche Hl. Johannes der Täufer                                | 0           | rk. | T               | |
| Burgenland       | Großhöflein                                    | Pfarrkirche Großhöflein                                       | e           | rk. | T               | |
| Niederösterreich | Großpoppen                                     | Pfarrkirche Großpoppen                                        | 0           | ev. | T               | Das Gotteshaus bestand vom ersten Drittel des 14. Jahrhunderts bis 1938, als nahebei ein Truppenübungsplatz gebaut wurde. Im Jahr 1960 wurde es schließlich vollständig zerstört. |
| Niederösterreich | Groß-Siegharts                                 | Pfarrkirche Groß-Siegharts                                    | e           | rk. | T               | |
| Niederösterreich | Moorbad Harbach                                | Pfarrkirche Harbach                                           | 0           | rk. | T               | |
| Oberösterreich   | Hart (Leonding)                                | Pfarrkirche Leonding-Hart                                     | e           | rk. | E               | |
| Steiermark       | Haus                                           | Pfarrkirche Haus im Ennstal                                   | e           | rk. | T               | |
| Niederösterreich | Herzogbirbaum                                  | Pfarrkirche Herzogbirbaum                                     | e           | rk. | T               | |
| Niederösterreich | Höbersdorf                                     | Pfarrkirche Höbersdorf                                        | e           | rk. | T               | |
| Vorarlberg       | Höchst                                         | St.-Johannes-Pfarrkirche                                      | e           | rk. | T               | |
| Oberösterreich   | Hofkirchen an der Trattnach                    | Pfarrkirche Hofkirchen                                        | 0           | rk. | T               | |
| Vorarlberg       | Hohenems                                       | Nepomukkapelle                                                | 0           | rk. | N               | |
| Niederösterreich | Hohe Wand                                      | Pfarrkirche Maiersdorf                                        | e           | rk. | T               | |
| Tirol            | Imst                                           | Johanneskirche                                                | e           | rk. | G               | |
| Tirol            | Innsbruck                                      | Pfarrkirche Arzl                                              | 0           | rk. | G+N             | |
| Niederösterreich | Johannesberg                                   | Pfarrkirche Johannesberg                                      | e           | rk. | T               | |
| Kärnten          | Kaning                                         | Pfarrkirche Kaning                                            | e           | rk. | T               | |
| Steiermark       | Kirchbach in Steiermark                        | Pfarrkirche Kirchbach in Steiermark                           | e           | rk. | T               | |
| Niederösterreich | Kirchberg am Walde                             | Pfarrkirche Kirchberg am Walde                                | 0           | rk. | T               | |
| Niederösterreich | Kirchschlag in der Buckligen Welt              | Pfarrkirche Kirchschlag in der Buckligen Welt                 | 0           | rk. | T               | Gebäude stammt aus dem 15. Jahrhundert |
| Kärnten          | Klagenfurt am Wörthersee                       | Johanneskirche                                                | e           | ev. | u               | |
| Steiermark       | Kleinfeistritz                                 | Pfarrkirche Kleinfeistritz                                    | e           | rk. | T               | |
| Vorarlberg       | Klösterle                                      | Pfarrkirche Klösterle                                         | e           | rk. | T               | |
| Steiermark       | Knittelfeld                                    | St. Johann im Felde                                           | 0           | rk. | T               | |
| Niederösterreich | Königsbrunn am Wagram                          | Pfarrkirche Königsbrunn am Wagram                             | e           | rk. | T               | |
| Kärnten          | Kranzlhofen                                    | Pfarrkirche Kranzlhofen                                       | e           | rk. | T               | |
| Tirol            | Kufstein                                       | Johanneskirche                                                | e           | ev. |                 | |
| Kärnten          | Leoben                                         | Pfarrkirche Leoben in Kärnten                                 | e           | rk. | N               | |
| Wien             | Liesing, Gem.bez. in Wien                      | Johanneskirche                                                | e           | ev. | T               | |
| Vorarlberg       | Lingenau                                       | Pfarrkirche Lingenau                                          | 0           | rk. | T               | |
| Oberösterreich   | Linz                                           | Johanneskirche                                                | e           | ev. | T               | |
| Niederösterreich | Loiwein                                        | Pfarrkirche Loiwein                                           | e           | rk. | T               | |
| Niederösterreich | Mannswörth                                     | Pfarrkirche Mannswörth                                        | e           | rk. | T               | |
| Niederösterreich | Melk an der Donau                              | Kapelle Hl. Johannes der Täufer im Bischöflichen Seminar      | 0           | rk. | T               | |
| Tirol            | Mittewald an der Drau                          | Alte Kirche Mittewald                                         | e           | rk. | T               | |
| Niederösterreich | Mödring                                        | Pfarrkirche Mödring                                           | e           | rk. | T               | |
| Steiermark       | Mürzhofen                                      | Filialkirche Mürzhofen                                        | 0           | rk. | T               | |
| Burgenland       | Neuberg im Burgenland                          | Pfarrkirche Neuberg                                           | 0           | rk. | T               | |
| Niederösterreich | Neukettenhof, Teil der Stadtgemeinde Schwechat | Johanneskapelle in Neukettenhof                               | e           | rk. | T               | Die Kapelle, im Jahr 1808 geweiht, steht in der Spirikgasse und gehört zur Pfarre Schwechat. Sie besitzt einen kleinen Dachreiter. Es wird angenommen, dass die Kapelle auf Initiative des leitenden Gesellschafters der Schwechater Zitz- und Kattunfabrik, Johann Ziegler, errichtet wurde.                                                                                           |
| Salzburg         | Neukirchen am Großvenediger                    | Pfarrkirche Neukirchen am Großvenediger                       | e           | rk. | T               | |
| Niederösterreich | Nußdorf ob der Traisen                         | Pfarrkirche Nußdorf ob der Traisen                            | e           | rk. | T               | |
| Kärnten          | Obermillstatt                                  | Pfarrkirche Obermillstatt                                     | e           | rk. | T               | |
| Tirol            | Oberndorf                                      | Rerobichlkapelle                                              | e           | rk. | N               | In diese Kapelle wurde Heribert Karajan mit Eliette Mouret 1964 getraut. |
| Oberösterreich   | Pasching                                       | Alte Pfarrkirche Johannes der Täufer                          | e           | rk. | T               | |
| Oberösterreich   | Pasching                                       | Neue Pfarrkirche Pasching                                     | e           | rk. | T               | |
| Niederösterreich | Petronell-Carnuntum                            | Rundkapelle Petronell                                         | e           | rk. | T               | |
| Kärnten          | Pfaffenberg (Gemeinde Obervellach)             | Johanneskirche                                                | e           | rk. | T               | Ehemalige Burgkapelle von Oberfalkenstein |
| Kärnten          | Pölling                                        | Pfarrkirche Pölling                                           | e           | rk. | T               | |
| Kärnten          | Pörtschach am Wörther See                      | Pfarrkirche hl. Johannes der Täufer                           | e           | rk. | T               | |
| Niederösterreich | Poysdorf                                       | Pfarrkirche Poysdorf                                          | 0           | rk. | T               | |
| Steiermark       | Pürgg                                          | Johanneskapelle                                               | e           | rk. | E               | |
| Kärnten          | Radenthein                                     | Johanneskirche                                                | e           | ev. |                 | |
| Niederösterreich | Radlbrunn                                      | Pfarrkirche hl. Johannes der Täufer                           | e           | rk. | T               | |
| Niederösterreich | Rehberg                                        | Filialkirche Rehberg                                          | e           | rk. | T-E             | |
| Niederösterreich | Reinsberg                                      | Pfarrkirche Reinsberg                                         | e           | rk. | T               | |
| Niederösterreich | Ried am Riederberg                             | Pfarrkirche Ried am Riederberg                                | e           | rk. | T               | |
| Tirol            | Ried im Zillertal                              | Pfarrkirche Ried im Zillertal                                 | e           | rk. | T               | |
| Niederösterreich | Rossatz-Arnsdorf                               | Filialkirche St. Johann im Mauerthale                         | 0           | rk. | T               | Erstbau aus dem 13. Jahrhundert wurde im 15. Jahrhundert durch einen Neubau ersetzt |
| Salzburg         | Saalfelden am Steinernen Meer                  | Stadtpfarrkirche beide Johannes                               | e           | rk. | G               | |
| Niederösterreich | Sallingberg                                    | Pfarrkirche Sallingberg                                       | e           | rk. | T               | |
| Salzburg         | Salzburg                                       | Apostolatshaus der Pallottiner/Johannesschlößl mit Kapelle    | e           | rk. |                 | |
| Salzburg         | Salzburg                                       | Imbergkirche                                                  | 0           | rk. | G               | |
| Oberösterreich   | Sandl                                          | Pfarrkirche hl. Johannes Nepomuk                              | e           | rk. | N               | |
| Steiermark       | St. Johann am Kirchberg                        | Filialkirche St. Johann am Kirchberg                          | 0           | rk. | T               | |
| Kärnten          | Sankt Johann am Pressen                        | Pfarrkirche St. Johann                                        | 0           | rk. | T               | |
| Niederösterreich | Sankt Johann am Steinfelde                     | Pfarrkirche hll. Johannes der Täufer und Augustinus von Hippo | e           | rk. | T               | |
| Steiermark       | Sankt Johann am Tauern                         | Pfarrkirche hl. Johannes der Täufer                           | 0/e         | rk. | T               | |
| Oberösterreich   | St. Johann am Walde                            | St. Johann am Walde                                           | 0           | rk. | T               | |
| Oberösterreich   | St. Johann am Wimberg                          | Kirche Hl. Johannes der Täufer                                | 0           | rk. | T               | |
| Steiermark       | Sankt Johann bei Herberstein                   | Pfarrkirche St. Johann bei Herberstein                        | 0           | rk. | T               | |
| Salzburg         | St. Johann im Pongau                           | Pfarrkirche St. Johann                                        | 0           | rk. | G               | Anno 1074 als ad sanctum Johannem in villa gegründet. Der Kirchenneubau erhielt 1867 seinen Namen zu Ehren der Heiligen Johannes des Täufers und Johannes Evangelista. |
| Kärnten          | St. Johann im Rosental                         | Pfarrkirche St. Johann im Rosental                            | e           | rk. | T               | |
| Steiermark       | Sankt Johann im Saggautal                      | Pfarrkirche Hl. Johannes der Täufer                           | e           | rk. | T               | |
| Tirol            | St. Johann im Walde                            | Pfarrkirche Sankt Johann im Walde                             | 0           | rk. | T               | |
| Steiermark       | Sankt Johann in der Haide                      | Pfarrkirche Sankt Johann in der Haide                         | 0           | rk. | T               | |
| Tirol            | St. Johann in Tirol                            | Mariae Himmelfahrt und beide Johannes                         | e           | rk. | G               | Im 8. Jh. als Taufkirche Johanni in Dokumenten ausgewiesen. |
| Steiermark       | Sankt Johann-Köppling                          | Pfarrkirche Hl. Johannes der Täufer ob Hohenburg              | e           | rk. | T               | Im 13. Jh. entstand die Pfarre St. Johannes unter Krembs, nach etlichen verwaltungsmäßigen Änderungen errichtete sich die Gemeinde 1849/1850 eine steinerne Kirche, die immer wieder erneuert und saniert wurde. |
| Tirol            | Scheffau am Wilden Kaiser                      | Pfarrkirche Scheffau am Wilden Kaiser                         | e           | rk. | G               | |
| Steiermark       | Scheiben                                       | Pfarrkirche Scheiben                                          | e           | rk. | T               | |
| Salzburg         | Schloss Mirabell                               | Nepomukkapelle im Schloss Mirabell                            | e           | rk. | N               | |
| Kärnten          | Schloss Rastenfeld                             | Kapelle hl. Johannes Nepomuk                                  | e           | rk. | N               | |
| Niederösterreich | Schrattenberg                                  | Pfarrkirche Schrattenberg                                     | e           | rk. | T               | |
| Oberösterreich   | Schwand im Innkreis                            | Pfarrkirche Schwand im Innkreis                               | 0           | rk. | T               | |
| Salzburg         | Seetal, Ort in Tamsweg                         | Pfarrkirche Seetal                                            | 0           | rk. | T               | |
| Niederösterreich | Seyfrieds                                      | Pfarrkirche Seyfrieds                                         | 0           | rk. | T               | |
| Niederösterreich | Sindelburg                                     | Pfarrkirche Sindelburg                                        | e           | rk. | T               | |
| Tirol            | Spiss                                          | Expositurkirche Spiss                                         | 0           | rk. | T               | |
| Kärnten          | Spitalein/Spitzwiesen                          | Filialkirche St. Johann                                       | 0           | rk. | T               | |
| Steiermark       | Stadl an der Mur                               | Pfarrkirche Stadl an der Mur                                  | e           | rk. | T               | |
| Tirol            | Stams                                          | Pfarrkirche Stams                                             | e           | rk. | T               | |
| Kärnten          | Steinfeld                                      | Pfarrkirche Steinfeld-Radlach                                 | e           | rk. | T               | |
| Niederösterreich | Stetteldorf am Wagram                          | Pfarrkirche Stetteldorf am Wagram                             | e           | rk. | T               | |
| Niederösterreich | Stiefern                                       | Pfarrkirche Stiefern                                          | e           | rk. | T               | |
| Burgenland       | Stoob                                          | Bergkirche                                                    | 0           | rk. | T               | |
| Burgenland       | Stoob                                          | Johanneskirche                                                | e           | rk. | T               | |
| Steiermark       | Strallegg                                      | Pfarrkirche Strallegg                                         | e           | rk. | T               | |
| Tirol            | Tessenberg, Ort in der Gemeinde Heinfels       | Pfarrkirche Tessenberg                                        | 0           | rk. | T               | |
| Niederösterreich | Trabenreith                                    | Pfarrkirche Trabenreith                                       | e           | rk. | N               | |
| Steiermark       | Übersbach                                      | Filialkirche Übersbach                                        | e           | rk. | T               | |
| Niederösterreich | Unterbergern                                   | Pfarrkirche Unterbergern                                      | e           | rk. | N               | |
| Niederösterreich | Unterrohrbach                                  | Filialkirche Unterrohrbach                                    | e           | rk. | T               | |
| Vorarlberg       | Vandans                                        | Alte Pfarrkirche Johannes der Täufer                          | e           | rk. | T               | |
| Vorarlberg       | Vandans                                        | Neue Pfarrkirche Johannes der Täufer                          | e           | rk. | T               | |
| Oberösterreich   | Viechtwang                                     | Pfarrkirche Viechtwang                                        | 0           | rk. | E               | |
| Tirol            | Walchsee                                       | Pfarrkirche Walchsee                                          | e           | rk. | T               | |
| Oberösterreich   | Waldhausen im Strudengau                       | Pfarrkirche Waldhausen im Strudengau                          | e           | rk. | T               | |
| Niederösterreich | Weinburg                                       | Pfarrkirche Weinburg                                          | e           | rk. | T               | |
| Niederösterreich | Weißenalbern                                   | Pfarrkirche Weißenalbern                                      | 0           | rk. | T               | |
| Niederösterreich | Weitra                                         | Pfarrkirche Spital bei Weitra                                 | 0           | rk. | T               | |
| Wien             | Wien-Favoriten                                 | Pfarrkirche am Keplerplatz                                    | e           | rk. | E               | |
| Kärnten          | Wolfsberg, Ortsteil St. Johann                 | Filialkirche St. Johann im Lavanttal                          | 0           | rk. | T               | Anfang des 13. Jahrhunderts ist der Ort um die Pfarrei entstanden. Ein spätgotisches Kirchengebäude mit einem später angebauten Vorbau im klassizistischen Stil, in dem eine Darstellung des Kirchenpatrons, des Hl. Johannes des Täufers mit dem Lamm vorhanden ist, prägt das Bild des Ortskerns. Der Westturm und einige Mauerteile des Hauptschiffes werden der Romanik zugeordnet. |
| Niederösterreich | Wulzeshofen                                    | Pfarrkirche Wulzeshofen                                       | e           | rk. | T               | |
| Salzburg         | Zederhaus                                      | Pfarrkirche Zederhaus                                         | e           | rk. | G               | |
| Steiermark       | Zeltweg                                        | Johanneskirche                                                | e           | ev. |                 | |